# Dvorec Beltinci
Dvorec Beltinci ali grad Beltinci (nemško Balatincz) stoji v naselju Beltinci v Občini Beltinci. 

## Zgodovina
Grad so pozidali grofje Banffyji v začetku 16. stoletja, v 17. stoletju pa je bil predelan v nadstropni dvorec s tipično panonsko arhitekturo.
Samo naselje je prvič omenjeno že leta 1322 kot Belethfalua. Po legendi je bila v vasi zelo lepa kobila, ki jo je pastir vsakič česal z glavnikom. In po tej Beli, kot so klicali kobilo, se je vas začela imenovati Belotinci.

### Ogrožena dediščina skozi zgodovino
Beltinski grad je prvič omenjen v dnevniku Bánffyjeve rodbine leta 1532, vendar naj bi graščina izvirala že iz 13. stoletja. Turška pustošenja konec 17. stoletja in ropanja Krucov na začetku 18. stoletja po Prekmurju in sosednih deželah so pustila sledi tudi na sicer mogočni graščini. 
Petdesetih let preteklega stoletja jo je jugoslovanska komunistična oblast hotela porušiti. Temu se je uspešno zoperstavil zaljubljenec v starine in njihov zbiralec Nikolaj Szepessy.